# Lorena Cudris Torres
Lorena Cudris Torres (Chimichagua, Colombia, 1980) es una científica de las Ciencias Sociales, doctora en Ciencias de la Educación. En Colombia se ha destacado por el desarrollo de estudios sobre comunicación familiar y rendimiento académico en universitarios colombianos, lo que la llevó a validar una escala de comunicación familiar para esta población. Sus investigaciones se desarrollan en la línea potencial humano, calidad de vida y bienestar. Es docente emérito de la Fundación Universitaria del Área Andina y docente de la Universidad Popular del Cesar. Es miembro investigador de la Red Iberoamericana de Suicidología, Miembro activo del capítulo colombiano de la Organización de Mujeres en Ciencia para el Mundo en Desarrollo de la UNESCO e Investigadora del Centro de Investigaciones y Altos Estudios Legislativos del Senado de la República de Colombia e investigadora del Instituto Colombo Alemán para la Paz (CAPAZ). Ha sido reconocida por participar en el diseño y validación de tres escalas psicológicas para Colombia que evalúan comunicación familiar en estudiantes universitarios, riesgo suicida y bienestar psicológico en adolescentes. A partir del año 2021 es la responsable para la Fundación Universitaria del Área Andina del proyecto “Yo Puedo Sentirme Bien”.

## Trayectoria
Estudió psicología en la Universidad Antonio Nariño, después se desempeñó como jefe de la secretaría de Servicios Sociales del municipio de Chimichagua Cesar, posteriormente se especializó en Gerencia Pública en la Universidad de Santander. Seguidamente se vincula a la Fundación Universitaria del Área Andina donde ha desempeñado cargos como psicóloga de Bienestar Institucional y Coordinadora Académica del programa de psicología. Entre los años 2011 y 2019 cursó la especialización en pedagogía para la docencia universitaria en la Fundación Universitaria del Área Andina, la maestría en psicología en la Universidad Simón Bolívar y el doctorado en Ciencias de la Educación en la Universidad Cuauhtémoc. Desde el año 2019 es docente emérito de la Fundación Universitaria del Área Andina y lidera desde el año 2012 el grupo de investigación Pensamiento Diverso, docente de la Universidad Popular del Cesar, tutora y directora principal de tesis del doctorado en Ciencias de la Educación de la Universidad Cuauhtémoc Plantel Aguascalientes-México. Ha desarrollado investigaciones internacionales y nacionales financiadas en los campos de la psicología clínica y psicología educativa, de las cuales se han derivado productos de generación de nuevo conocimiento publicados en revistas indexadas. en Scimago Journal Rank (SRJ) y libros. Ha presentado más de 40 trabajos en congresos nacionales e internacionales; editora invitada de la revista Gaceta Médica de Caracas órgano de la Academia Nacional de Medicina y del Congreso Venezolano de Ciencias Médicas. Durante los años 2016 al 2018 coordinó el programa Escuelas que Aprenden de la Fundación Terpel en 10 Instituciones Educativas Públicas de la ciudad de Valledupar. Cudris estudia en la población universitaria diversas variables como: comportamiento suicida, competencias emocionales, bienestar psicológico, calidad de vida, desarrollo moral por depresión y ansiedad, lo cual la llevó a participar en el estudio trasnacional ICARE Prevent. En su trayectoria ha estudiado en población escolar y adolescentes variables que influyen en el rendimiento académico como: tecnología educativa, acompañamiento familiar, bienestar psicológico, riesgo suicida, comprensión lectora y los AVA como estrategia para la enseñanza de las matemáticas.

## Reconocimientos, premios y distinciones
1. 2016 - Mención de honor por el excelente desempeño académico en la maestría en psicología, otorgado por Universidad Simón Bolívar - Sede Barranquilla.
2. 2017 - Reconocimiento por la contribución y aporte académico, promoviendo el desarrollo humano, científico y tecnológico el beneficio de la comunidad universitaria, otorgado por la Universidad Franz Tamayo de Bolivia.
3. 2018- Premio "Trayectoria de Excelencia 2018" categoría estudiante de doctorado, otorgado por la Universidad Cuauhtémoc (México).
4. 2019- Reconocimiento a la gestión del conocimiento generada a través del libro “Afectaciones psicológicas en víctimas del conflicto armado en Colombia, otorgado por la Universidad Cuauhtémoc plantel Aguascalientes México.
5. 2019- Condecoración Gran Sol del Área Andina en el grado Docente Emérito, otorgado por la Fundación Universitaria del Área Andina.
6. 2021- Premio Mente Púrpura, por el invaluable e importante apoyo, respaldo y acompañamiento en investigación favoreciendo proyectar social y académicamente la  generación de futuros profesionales de las Ciencias Sociales, otorgado por     la Universidad Popular del Cesar.
7. 2021- Mejores Grupos DTI - 2021, Sapiens Research SAS.

## Investigación y divulgación

### Investigación
Participó en la primera investigación de psicología experimental para el departamento del Cesar.
Ha participado en la validación de tres escalas psicológicas para población colombiana: 1. Propiedades psicométricas de la escala de comunicación familiar en población colombiana, 2. Validación y estandarización de la escala de riesgo suicida de Plutchik en población civil y policía activa en Colombia y 3. Diseño y validación de una escala de bienestar psicológico para adolescentes (BIPSI).
Desarrolló un estudio que permitió analizar las afectaciones psicológicas en las víctimas del conflicto armado en Colombia.
Durante la pandemia del COVID-19 ha realizado diversas investigaciones relacionadas con el impacto de este fenómeno en la salud mental, las cuales se encuentran publicadas en la página oficial de la Organización Mundial de la Salud (OMS) como literatura global sobre la enfermedad por coronavirus

### Divulgación
Fue la creadora y directora del comité científico del congreso internacional de psicología aplicada para el programa de psicología de la Fundación Universitaria del Área Andina, durante los años 2020 y 2021. Es la creadora de la Lunada Psicoanalítica de la que se han realizado cuatro versiones en el periodo comprendido entre 2017 y 2020. Igualmente ha sido columnista del Diario El Pilón de la ciudad de Valledupar.

## Publicaciones
- Cudris-Torres, Lorena, & Pumarejo-Sánchez, Jonattan, & Barrios-Núñez, Álvaro, &  Bahamón, Marly J., & Alarcón-Vásquez, Yolima, & Uribe, J Isaac (2019). Afectaciones psicológicas en víctimas del conflicto armado.     Archivos Venezolanos de Farmacología y Terapéutica, 38(5),514-518. [fecha de Consulta 23 de Noviembre de 2021]. ISSN: 0798-0264. Disponible en:   https://www.redalyc.org/articulo.oa?id=5596286700
- Cudris-Torres, L., & Barrios-Núñez, Álvaro. (2018). Malestar psicológico en víctimas del conflicto armado. Revista CS, (26), 75-90. https://doi.org/10.18046/recs.i25.2654
- Cudris Torres, L. (2018). Comunicación con padres y rendimiento académico en estudiantes universitarios. Bogotá D.C.: Grupo Editorial Ibáñez.
- Palma-Gómez, A., Herrero, R., Baños, R., García-Palacios, A., Castañeiras, C., Fernandez, G. L., Llull, D. M., Cudris-Torres, L., Barranco, L. A., Cárdenas-Gómez, L., & Botella, C. (2020). Efficacy of a self-applied online program to promote resilience and coping skills in university students in four Spanish-speaking countries: study protocol for a randomized controlled trial. BMC psychiatry, 20(1), 148. https://doi.org/10.1186/s12888-020-02536-w
- Bahamón, M. J., Alarcón-Vásquez, Y., Torres, L. C., Trejos-Herrera, A. M., & Aráuz, L. C. (2019). Bienestar psicológico en adolescentes colombianos. Archivos Venezolanos de  Farmacología y Terapeutica, 38(5), 519-523. https://bonga.unisimon.edu.co/handle/20.500.12442/4522